# Phaeoacremonium parasiticum
Phaeoacremonium parasiticum är en svampart som först beskrevs av Ajello, Georg & C.J.K. Wang, och fick sitt nu gällande namn av W. Gams, Crous & M.J. Wingf. 1996. Phaeoacremonium parasiticum ingår i släktet Phaeoacremonium och familjen Togniniaceae.   Inga underarter finns listade i Catalogue of Life.